# John Buana N'Galula
John Buana N'Galula (Kinshasa, República Democrática del Congo, 23 de junio de 1968) es un exfutbolista de la República Democrática del Congo que jugaba en la posición de defensa.

## Carrera

### Club
| Periodo   | Club            | Apariciones | Goles |
| --------- | --------------- | ----------- | ----- |
| 1986-1988 | DC Motema Pembe | 54          | 3     |
| 1988-1992 | K Boom FC       | 139         | 22    |
| 1992-1993 | KSC Lokeren     | 21          | 3     |
| 1993–1995 | Lommelse        | 27          | 1     |

### Selección nacional
Jugó para Zaire en 20 ocasiones de 1987 a 1995 y anotó un gol; participó en dos ediciones de la Copa Africana de Naciones.

## Logros
- Equipo Ideal de la Copa Africana de Naciones 1988.